# Rio Paratigi
Rio Paratigi är ett vattendrag i Brasilien.   Det ligger i delstaten Bahia, i den östra delen av landet, 1 000 km öster om huvudstaden Brasília.
Omgivningarna runt Rio Paratigi är huvudsakligen savann. Runt Rio Paratigi är det ganska glesbefolkat, med 32 invånare per kvadratkilometer.